# Distant
Distant е американска научнофантастична комедия от 2023 г. на режисьора Джош Гордън и Уил Спек, по сценарий на Спенсър Коен и с участието на Антъни Рамос, Наоми Скот и Закари Куинто. Филмът е съвместна продукция между DreamWorks Pictures, Automatik Entertainment и Six Foot Turkey Productions. Той е заснет в средата на пандемията от COVID-19 в Будапеща, Унгария. По време на постпродукцията монтажът е завършен от Грегъри Плоткин, а музиката е композирана от Стивън Прайс.